# Rudie Kemna
Rudie Kemna (Oldenzaal, Overijssel, 5 d'octubre de 1967) és un ciclista neerlandès, professional entre el 1999 i 2005. Quan es retirà passà a exercir tasques directives a l'equip Skil-Shimano. Actualment és director esportiu de l'equip Team DSM–Firmenich.
Com a ciclista professional guanyà nombroses curses neerlandeses, com ara la Volta a Holanda del Nord, el Gran Premi Herning o el Tour d'Overijssel, però especialment el Campionat nacional en ruta del 2003.
El gener de 2013 va admetre haver utilitzat EPO durant la seva carrera.

## Palmarès
- 1991
  - Vencedor d'una etapa al Teleflex Tour
- 1996
  - 1r a la Volta a Holanda del Nord
  - Vencedor d'una etapa al Boland Bank Tour
- 1997
  - 1r al Tour d'Overijssel
  - 1r a l'Omloop der Kempen
  - 1r al Gran Premi Wieler Revue
  - Vencedor de 2 etapes a la Volta a Saxònia
  - Vencedor d'una etapa al Teleflex Tour
  - Vencedor d'una etapa al Tríptic de les Ardenes
- 1999
  - Vencedor de 2 etapes a la Ster der Beloften
  - Vencedor de 4 etapes a l'Olympia's Tour
  - Vencedor d'una etapa a la Volta als Països Baixos
  - 1r al Woudenomloop
- 2000
  - Vencedor d'una etapa a l'Olympia's Tour
- 2001
  - 1r al Gran Premi Herning
  - 1r a la Ster van Zwolle
  - Vencedor d'una etapa a la Cursa de la Solidaritat Olímpica
  - Vencedor d'una etapa a la Ster Elektrotoer
- 2002
  - 1r a la Volta a Holanda del Nord
  - 1r al Tour de Drenthe
  - 1r al Gran Premi Herning
  - Vencedor d'una etapa a la Ster Elektrotoer
- 2003
  -  Campió dels Països Baixos en ruta
  - 1r al Tour de Drenthe
  - Vencedor d'una etapa a la Volta a Rodes
- 2004
  - 1r al Noord Nederland Tour (ex aequo amb 21 ciclistes)